# Deutsche Rad-Cross-Meisterschaft
Die Deutsche Rad-Cross Meisterschaft ist die deutsche Meisterschaft im Querfeldeinfahren, auch Cyclocross genannt. Sie wird jährlich durch den Bund Deutscher Radfahrer jeweils im Januar in verschiedenen Kategorien ausgetragen. 

## Geschichte
Meisterschaften finden in den international anerkannten Kategorien Elite, U23 und Junioren statt, zusätzlich für die Altersgruppen Jugend (15- und 16-Jährige), Schüler U15 (13- und 14-Jährige) und Senioren (Masters). Bei den Masters finden sie im Männerbereich in den Altersstufen Masters 2 (40–49 Jahre), Masters 3 (50–59 Jahre) und Masters 4 (60 Jahre und älter) statt, während es bei den Frauen nur eine einzige Masters-Kategorie gibt.
Lange Zeit wurden nur Meisterschaften für Männer abgehalten. Die Einrichtung der übrigen Kategorien erfolgte meist analog zu den Cyclocross-Weltmeisterschaften. So gab es, wie bei den Weltmeisterschaften, zwischen 1967 und 1993 getrennte Rennen für Berufsfahrer und Amateure. Von 1953 bis 1990 gab es in der DDR getrennte Meisterschaften, siehe DDR-Meisterschaften im Rad-Cross.

### Austragungsorte
- 1954: Kreiensen
- 1955: Einbeck
- 1956: Frankfurt am Main
- 1957: Saarbrücken
- 1958: Krefeld
- 1959: Hannover
- 1960: Solingen
- 1961: Dieburg
- 1962: Lindau (Bodensee)
- 1963: Saarbrücken
- 1964: Gießen
- 1965: Northeim
- 1966: Landau
- 1967: Magstadt
- 1968: Saarbrücken
- 1969: Gütersloh
- 1970: Kassel
- 1971: Augsburg
- 1972: Gärtringen
- 1973: Köln / Barsinghausen[1]
- 1974: Kaiserslautern
- 1975: Berlin
- 1976: Dinslaken
- 1977: Hannover
- 1978: Magstadt / Crailsheim[2]
- 1979: Gundelfingen
- 1980: Hamburg
- 1981: München
- 1982: Ludwigshafen
- 1983: Frankfurt am Main
- 1984: Magstadt
- 1985: Denzlingen
- 1986: Köln
- 1987: Berlin
- 1988: München
- 1989: Trier
- 1990: Magstadt
- 1991: Denzlingen
- 1992: Aachen
- 1993: Lohne
- 1994: München
- 1995: Magstadt
- 1996: Frankfurt am Main
- 1997: Denzlingen
- 1998: Trier
- 1999: Aachen
- 2000: Frankfurt am Main
- 2001: Wadern
- 2002: Magstadt
- 2003: Kleinmachnow
- 2004: Wadern
- 2005: Kleinmachnow
- 2006: Hamburg
- 2007: Auerbach
- 2008: Herford
- 2009: Strullendorf
- 2010: Magstadt
- 2011: Lorsch
- 2012: Kleinmachnow
- 2013: Bad Salzdetfurth
- 2014: Döhlau
- 2015: Borna
- 2016: Vechta
- 2017: Queidersbach
- 2018: Bensheim
- 2019: Kleinmachnow
- 2020: Albstadt
- 2021: Kehl[3]
- 2022: Luckenwalde
- 2023: München
- 2024: Radevormwald
- 2025: Chemnitz

## Sieger

### Männer
Bis 1966 wurden die Meisterschaften in der „offenen Klasse“ ausgetragen, also für Berufsfahrer und Amateure gleichermaßen. Als sich der Radsport-Weltverband UCI 1967 in zwei Unterverbände für Profis und Amateure aufspaltete, wurden getrennte Meisterschaftsrennen abgehalten; die unten stehende Liste nennt in diesen Fällen die Sieger bei den Profis. 1971 und von 1974 bis 1976 gab es mangels Meldungen keine Profi-Meisterschaft, wohl aber eine für Amateure. Nach 1993 wurde die Trennung wieder aufgehoben, seit 1995 gibt es nur noch die Kategorie Elite.
- 1954: Emil Reinecke
- 1955: Herbert Ebbers
- 1956: Albert Rinn
- 1957: Günther Debusmann
- 1958: Rolf Wolfshohl
- 1959: Rolf Wolfshohl
- 1960: Rolf Wolfshohl
- 1961: Rolf Wolfshohl
- 1962: Rolf Wolfshohl
- 1963: Rolf Wolfshohl
- 1964: Günther Weiss
- 1965: Rolf Wolfshohl
- 1966: Rolf Wolfshohl
- 1967: Rolf Wolfshohl
- 1968: Rolf Wolfshohl
- 1969: Rolf Wolfshohl
- 1970: Rolf Wolfshohl
- 1971: nicht ausgetragen
- 1972: Rolf Wolfshohl
- 1973: Rolf Wolfshohl
- 1974: nicht ausgetragen
- 1975: nicht ausgetragen
- 1976: nicht ausgetragen
- 1977: Klaus-Peter Thaler
- 1978: Klaus-Peter Thaler
- 1979: Klaus-Peter Thaler
- 1980: Klaus-Peter Thaler
- 1981: Klaus-Peter Thaler
- 1982: Klaus-Peter Thaler
- 1983: Dieter Uebing
- 1984: Reimund Dietzen
- 1985: Reimund Dietzen
- 1986: Klaus-Peter Thaler
- 1987: Klaus-Peter Thaler
- 1988: Klaus-Peter Thaler
- 1989: Mike Kluge
- 1990: Mike Kluge
- 1991: Mike Kluge
- 1992: Mike Kluge
- 1993: Mike Kluge
- 1994: Ralph Berner
- 1995: Fritz Seeberger
- 1996: Mike Kluge
- 1997: Franz-Josef Nieberding
- 1998: Jörg Arenz
- 1999: Jörg Arenz
- 2000: Malte Urban
- 2001: Tobias Nestle
- 2002: Jens Schwedler
- 2003: Jens Reuker
- 2004: Malte Urban
- 2005: Jens Schwedler
- 2006: Johannes Sickmüller
- 2007: René Birkenfeld
- 2008: Malte Urban
- 2009: Philipp Walsleben
- 2010: Philipp Walsleben
- 2011: Philipp Walsleben
- 2012: Christoph Pfingsten
- 2013: Philipp Walsleben
- 2014: Philipp Walsleben
- 2015: Marcel Meisen
- 2016: Philipp Walsleben
- 2017: Marcel Meisen
- 2018: Marcel Meisen
- 2019: Marcel Meisen
- 2020: Marcel Meisen
- 2021: Marcel Meisen
- 2022: Marcel Meisen
- 2023: Sascha Weber
- 2024: Marcel Meisen
- 2025: Marcel Meisen

### Frauen
- 2000: Hanka Kupfernagel
- 2001: Hanka Kupfernagel
- 2002: Hanka Kupfernagel
- 2003: Birgit Hollmann
- 2004: Hanka Kupfernagel
- 2005: Hanka Kupfernagel
- 2006: Hanka Kupfernagel
- 2007: Hanka Kupfernagel
- 2008: Hanka Kupfernagel
- 2009: Hanka Kupfernagel
- 2010: Hanka Kupfernagel
- 2011: Hanka Kupfernagel
- 2012: Hanka Kupfernagel
- 2013: Trixi Worrack
- 2014: Hanka Kupfernagel
- 2015: Jessica Lambracht
- 2016: Elisabeth Brandau
- 2017: Jessica Lambracht
- 2018: Elisabeth Brandau
- 2019: Elisabeth Brandau
- 2020: Elisabeth Brandau
- 2021: Elisabeth Brandau
- 2022: Elisabeth Brandau
- 2023: Judith Krahl
- 2024: Elisabeth Brandau
- 2025: Elisabeth Brandau

### Amateure
- 1967: Karl Stähle
- 1968: Karl Stähle
- 1969: Karl Stähle
- 1970: Wolfgang Renner
- 1971: Wolfgang Renner
- 1972: Wolfgang Renner
- 1973: Klaus-Peter Thaler
- 1974: Klaus Jördens
- 1975: Klaus-Peter Thaler
- 1976: Klaus-Peter Thaler
- 1977: Dieter Uebing
- 1978: Ekkehard Teichreber
- 1979: Dieter Uebing
- 1980: Reimund Dietzen
- 1981: Reimund Dietzen
- 1982: Jörgfried Schleicher
- 1983: Frank Ommer
- 1984: Mike Kluge
- 1985: Mike Kluge
- 1986: Mike Kluge
- 1987: Mike Kluge
- 1988: Mike Kluge
- 1989: Georg Bickel
- 1990: Georg Bickel
- 1991: Georg Bickel
- 1992: Ralph Berner
- 1993: Ralph Berner

### Männer U23
- 1998: Stefan Kupfernagel
- 1999: Steffen Weigold
- 2000: Steffen Weigold
- 2001: Hannes Genze
- 2002: Leo Karstens
- 2003: Thorsten Struch
- 2004: Thorsten Struch
- 2005: Finn Heitmann
- 2006: Thorsten Struch
- 2007: Philipp Walsleben
- 2008: Marcel Meisen
- 2009: Sascha Weber
- 2010: Sascha Weber
- 2011: Ole Quast
- 2012: Michael Schweizer
- 2013: Markus Schulte-Lünzum
- 2014: Felix Drumm
- 2015: Felix Drumm
- 2016: Felix Drumm
- 2017: Lukas Baum
- 2018: Max Möbis
- 2019: Luca Bockelmann
- 2020: Tom Lindner
- 2021: Pascal Tömke
- 2022: Pascal Tömke
- 2023: Hannes Degenkolb
- 2024: Hannes Degenkolb
- 2025: Fabian Eder

### Frauen U23
- 2017: Larissa Luttuschka
- 2018: Nina Küderle
- 2019: Emma Eydt
- 2020: Judith Krahl
- 2021: Judith Krahl
- 2022: Judith Krahl
- 2023: Sina van Thiel
- 2024: Sina van Thiel
- 2025: Sina van Thiel

### Junioren
- 1996: Karsten Worner
- 1997: Torsten Hiekmann
- 1998: Tilo Schüler
- 1999: Hannes Genze
- 2000: Sven Häußler
- 2001: Thorsten Struch
- 2002: Felix Gniot
- 2003: Benjamin Hill
- 2004: Paul Voß
- 2005: Philipp Walsleben
- 2006: Yannick-Johannes Tiedt
- 2007: Ole Quast
- 2008: Fabian Danner
- 2009: Michael Schweizer
- 2010: Jannick Geisler
- 2011: Silvio Herklotz
- 2012: Silvio Herklotz
- 2013: Marco König
- 2014: Ludwig Cords
- 2015: Ludwig Cords
- 2016: Maximilian Möbis
- 2017: Niklas Märkl
- 2018: Tom Lindner
- 2019: Tom Lindner
- 2020: Marco Brenner
- 2021: Fabian Eder
- 2022: Silas Kuschla
- 2023: Louis Leidert
- 2024: Benedikt Benz
- 2025: Benedikt Benz

### Juniorinnen
- 2020: Clea Seidel
- 2021: Sina van Thiel
- 2022: Jule Märkl
- 2023: Messane Bräutigam
- 2024: Kaija Budde
- 2025: Klara Dworatzek

### Jugend (m)
- 1998: Leo Karstens
- 1999: Felix Gniot
- 2000: Thorsten Struch
- 2001: Benjamin Hill
- 2002: Robin Schmuda
- 2003: Christoph Pfingsten
- 2004: Patrick Nuber
- 2005: Philipp Ries
- 2006: Max Walsleben
- 2007: Michael Schweizer
- 2008: Wenzel Böhm-Gräber
- 2009: Felix Rieckmann
- 2010: Silvio Herklotz
- 2011: Marco König
- 2012: Paul Lindenau
- 2013: Leo Appelt
- 2014: Björn Traenkner
- 2015: Juri Hollmann
- 2016: David Westhoff-Wittwer
- 2017: Tom Lindner
- 2018: Jasper Pahlke
- 2019: Benjamin Krüger
- 2020: Benjamin Krüger
- 2021: Jonathan Frasch
- 2022: Max Heiner Oertzen
- 2023: Benedikt Benz
- 2024: Niclas Look
- 2025: Josh Tietjen

### Jugend (w)
- 2016: Franziska Koch
- 2017: Clea Seidel
- 2018: Clara Seidel
- 2019: Tilla Geisler
- 2020: Jule Märkl
- 2021: Messane Bräutigam
- 2022: Messane Bräutigam
- 2023: Klara Dworatzek
- 2024: Amandine Jakob
- 2025: Amandine Jakob